# Quartärgeologie
Die Quartärgeologie ist ein Teilgebiet der Geologie und befasst sich mit den Vorgängen und Ablagerungen des Quartärs. In diesem jüngsten Erdzeitalter haben die vier letzten Eiszeiten einen großen Teil der heutigen Landschaftsformen auf der nördlichen Hemisphäre geprägt – etwa in Form von Moränen, Talformen (Trogtal), Ablagerungen in Sedimentbecken usw.
Beziehungen bestehen auch zur Hydrogeologie, zur Baugeologie, zur Bodenkunde und zur Klimaforschung.

## Etablierung als Fachgebiet
Als eigenes Teilgebiet ist die Quartärgeologie noch relativ jung. Mit den Eiszeiten befassen sich die Wissenschaftler zwar schon seit dem 19. Jahrhundert intensiv. Doch ihr großer Einfluss auf die Gestaltung der Erdoberfläche wurde erst ab etwa 1930 deutlich, obwohl sie nur die letzten 2 Millionen Jahre der Erdgeschichte betreffen.
In diesem Zeitraum entstanden riesige Inlandgletscher in weiten Gebieten der Nordhalbkugel und verschwanden mehrfach wieder. Die großen klimatischen Unterschiede im Quartär brachten im Jahresmittel Fluktuationen bis zu 15 °C mit drastischen Folgen auf die Verteilung der Niederschläge, der Eismassen und im Gefolge der Sedimentation.

## Forschungsthemen
Die Untersuchung dieser Einflüsse fußt – im Gegensatz zur Allgemeinen Geologie – sehr stark auf den Phänomenen verschiedener Landschaftsformen, der Bodenbildung (z. B. des Löss) und oberflächennaher Felsformationen als auf der Analyse tieferer Bereiche der Erdkruste. Großes Augenmerk ist in Europa neben den verfestigten Sedimenten alpiner Becken und des Molasse-Vorlandes auch auf Schuttablagerungen und auf die Bildung zahlreicher Seen und der Sedimentation von Flüssen und der Verlagerung ihres Laufes
zu geben.
Darüber hinaus sind für die Gebirgsregionen und ihre Vorländer detaillierte Karten der glazialen Eisbedeckung von großer Bedeutung, wie sie etwa Heinrich Jäckli und Dirk van Husen ab den 1970er-Jahren für die Schweiz und Österreich vorgenommen haben. Sie sind neben reinen Forschungszwecken auch für Stabilitätsuntersuchungen für Großbauten wie Speicherkraftwerke oder Tunnelbauten.